# Куп Србије и Црне Горе у кошарци за жене
Куп Србије и Црне Горе у кошарци за жене је био национални кошаркашки куп Србије и Црне Горе. Одржано је четири издања када је распадом државне заједнице престао да се игра. Од 2006. наследник овог такмичења је Куп Милана Циге Васојевића.

## Победници
| Сезона (домаћин)       | Освајач купа  | Резултат | Финалиста           |
| ---------------------- | ------------- | -------- | ------------------- |
| 2002/03. (Београд)     | Црвена звезда | 83:77    | Будућност Подгорица |
| 2003/04. (Нови Сад)    | Црвена звезда | 69:59    | Хемофарм            |
| 2004/05. (Бијело Поље) | Хемофарм      | 81:64    | Војводина           |
| 2005/06. (Нови Сад)    | Хемофарм      | 79:74    | Војводина           |